# Lamprospilus sethon
Lamprospilus sethon is een vlinder uit de familie van de Lycaenidae. De wetenschappelijke naam van de soort werd als Thecla sethon in 1887 gepubliceerd door Godman & Salvin.

## Synoniemen
- Angulopis duplicatis Johnson & Kroenlein, 1993